# Poznańskie Centrum Dziedzictwa
Poznańskie Centrum Dziedzictwa, PCD (do 2020 roku Centrum Turystyki Kulturowej TRAKT) – samorządowa instytucja kultury Miasta Poznania, wpisana do Rejestru Instytucji Kultury Miasta Poznania pod numerem XIV. Głównym celem działalności Centrum jest upowszechnianie, interpretowanie i ochrona dziedzictwa Poznania, ze szczególnym uwzględnieniem obszaru Ostrowa Tumskiego oraz Pomnika Historii „Poznań – historyczny zespół miasta". Instytucja ma siedzibę w Bramie Poznania.

## Historia
Instytucja pod nazwą Centrum Turystyki Kulturowej TRAKT powołana została Uchwałą Rady Miasta Poznania 1 października 2009 roku. Powstała z przekształcenia Biura Programu „Trakt Królewsko-Cesarski”, działającego w latach 2006–2009 w strukturze Wydziału Rozwoju Urzędu Miasta Poznania.
Centrum, jako samodzielna instytucja kultury, odpowiedzialne było za zorganizowanie Traktu Królewsko-Cesarskiego, głównego szlaku turystycznego miasta. Realizacja tego zadania wiązała się z wdrożeniem przez samorząd Miasta Poznania Narodowej Strategii Rozwoju Kultury, a w szczególności Narodowego Programu Kultury „Ochrona Zabytków i Dziedzictwa Kulturowego na lata 2004 – 2013”. Jednym z założeń programu było wzmocnienie tożsamości narodowej i zachowanie dziedzictwa materialnego i niematerialnego przez tworzenie narodowych produktów turystycznych. Poznań (jedno z pięciu miast w Polsce) wskazany został w Strategii, jako miejsce o największym potencjale dla rozwoju markowych produktów turystyki kulturowej. Takim produktem miał być Trakt Królewsko-Cesarski. W 2006 roku Rada Miasta Poznania przyjęła Strategię Rozwoju Narodowego Produktu Turystycznego „Trakt Królewsko-Cesarski w Poznaniu”, dokument kierunkowy dla rozwoju turystyki kulturowej w Poznaniu. Tym samym, samorząd Poznania (jako drugi w Polsce, obok Warszawy) rozpoczął prace nad stworzeniem głównego produktu turystycznego miasta.
W latach 2009–2014 Centrum, obok zarządzania Traktem Królewsko-Cesarskim, realizowało wspólnie z Miastem Poznań projekt „Interaktywne Centrum Historii Ostrowa Tumskiego w Poznaniu - kolebka państwowości i chrześcijaństwa w Polsce”, który był rozwinięciem koncepcji markowych produktów turystycznych w formie centrum interpretacji dziedzictwa. Efektem projektu było powstanie i otwarcie 1 maja 2014 roku Bramy Poznania.
W 2020 roku Centrum dokonało zmiany statutu oraz nazwy na Poznańskie Centrum Dziedzictwa. Nowa nazwa obowiązuje od 1 stycznia 2021 roku.
Dyrektorzy Centrum Turystyki Kulturowej TRAKT/Poznańskiego Centrum Dziedzictwa:
- Lech Łangowski (2009−2013)
- Robert Mirzyński (2013–2019)
- Monika Herkt-Rynarzewska (2019-obecnie)[3]

## Misja
Aktualna misja Centrum brzmi:

Jesteśmy prospołeczną instytucją miejską, aktywną w obszarach kultury i turystyki. Czerpiąc z dziedzictwa Poznania inspirujemy codzienny rozwój społeczny i indywidualny. Działamy wspólnie.

## Działalność
Centrum prowadzi działalność kulturalną o charakterze turystycznym, edukacyjnym, wystawienniczym, wydawniczym i z zakresu animacji społecznej. Działalność Centrum skupia się na interpretacji i ochronie poznańskiego dziedzictwa kulturowego (materialnego i niematerialnego) oraz przyrodniczego. Zespół Centrum składa się z pracowników i pracowniczek etatowych oraz grupy nieetatowych pracowniczek i pracowników kultury. Każdorazowej kadencji Dyrektora Centrum towarzyszy praca Rady Programowej. Centrum realizuje swoje cele poprzez własne marki produktowe oraz inne projekty. Prowadzi działalność wydawniczą publikując druki zwarte (np. Freeman Tilden Interpretacja dziedzictwa) oraz bezpłatny rocznik pt. DZIKHI BIT.

## Marki produktowe
Działalność Centrum realizowana jest poprzez główne marki produktowe, do których należą Trakt Królewsko-Cesarski, Brama Poznania, Galeria Śluza, Fest Fyrtel oraz Centrum Szyfrów Enigma (od 2021 roku).

### Trakt Królewsko-Cesarski

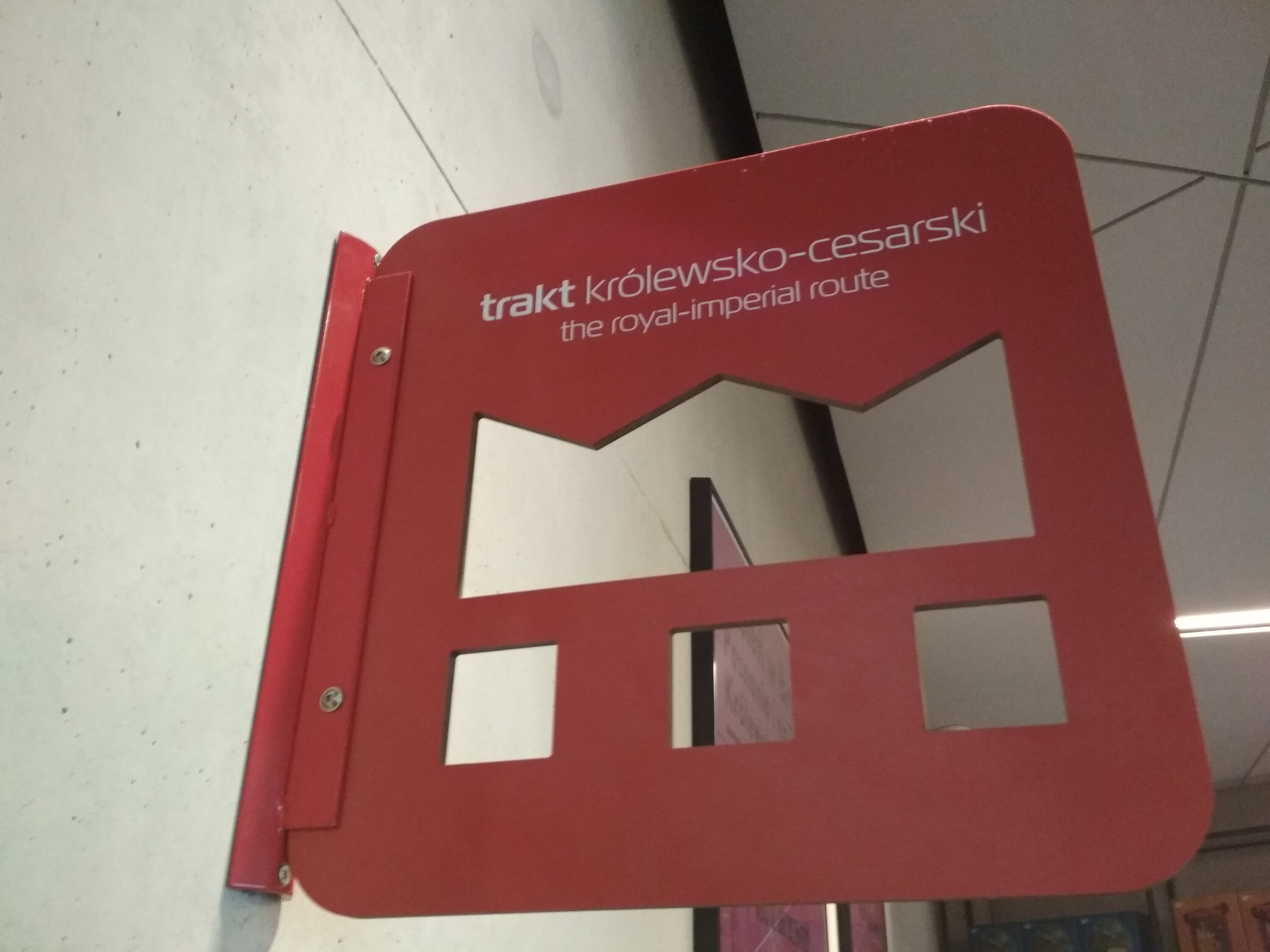
Trakt Królewsko-Cesarski – miejski szlak turystyczny

Trakt Królewsko-Cesarski to główna trasa turystyczno-kulturowa przebiegająca przez Poznań. Łączy najpopularniejsze atrakcje turystyczne. Obiekty związane z dziedzictwem kulturowym prezentowane są przez pryzmat dziejów społeczności miejskiej.
Główna oś Traktu biegnie przez historyczną cześć Poznania: od Ostrowa Tumskiego po Zamek Cesarski. Wokół osi skupione są cztery szlaki główne (Ostrów Tumski, Stary Rynek, Stare Miasto, Śródmieście), szlaki uzupełniające (m.in. Śródka, Chwaliszewo, Wzgórze św. Wojciecha, Grobla i Piaski) oraz szlaki tematyczne (Szlak Dziedzictwa Żydów, Szlak Dziedzictwa Reformacji, Poznański Szlak Kobiet, Poznański Szlak Nauki, Poznański Szlak Wody i Zieleni). Obok działalności turystycznej w ramach marki Traktu Królewsko-Cesarskiego realizowane są takie działania, jak:
- Weekend z Historią na Trakcie Królewsko-Cesarskim;
- Zabytek Otwarty (cykl spotkań).

### Brama Poznania

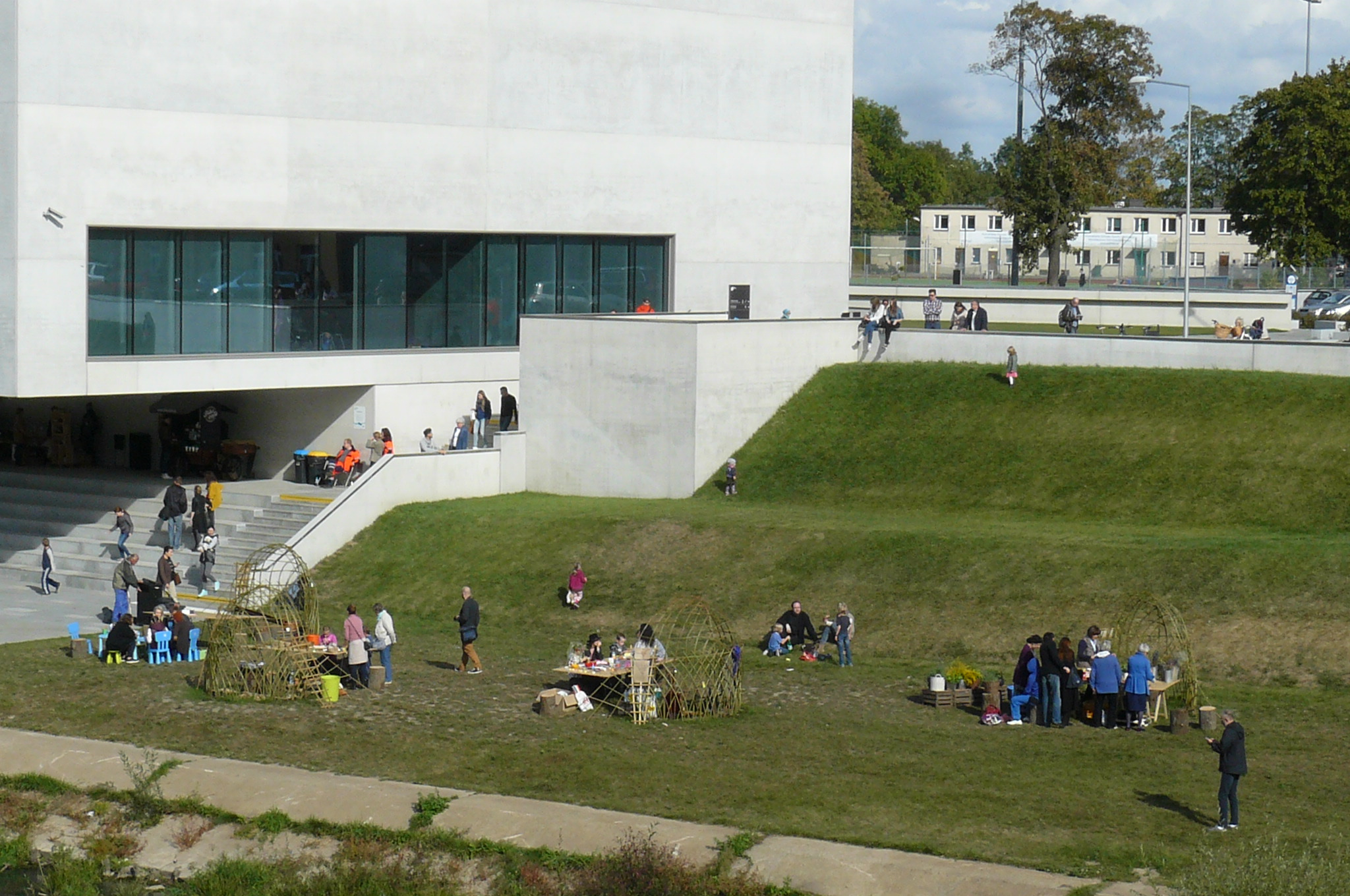
Brama Poznania – centrum interpretacji dziedzictwa

Brama Poznania to nowoczesne centrum interpretacji dziedzictwa, placówka kulturalna zajmująca się prezentacją, edukacją i promocją dziedzictwa Ostrowa Tumskiego w Poznaniu. Mieści się w kompleksie obiektów zlokalizowanych w najstarszej części miasta na brzegu Cybiny, na który składa się współczesny, minimalistyczny budynek główny oraz Śluza Katedralna –  odrestaurowany zabytek hydrotechniczny Twierdzy Poznań. Podstawowa oferta kulturalna Bramy Poznania to multimedialna ekspozycja poświęcona przeszłości i współczesności Ostrowa Tumskiego oraz przestrzeń wystaw czasowych w Śluzie Katedralnej. Obok działalności wystawienniczej w Bramie Poznania realizowane są projekty edukacyjne i kulturalne, jak:
- Rzeka Żywa (coroczny cykl kulturalno-przyrodniczy w Bramie Poznania);
- Szkoła Dziedzictwa (program edukacyjny dla nauczycielek i nauczycieli realizowany w latach 2016–2019)[18].

Brama Poznania od 2014 roku jest marką produktową Poznańskiego Centrum Dziedzictwa.

### Centrum Szyfrów Enigma

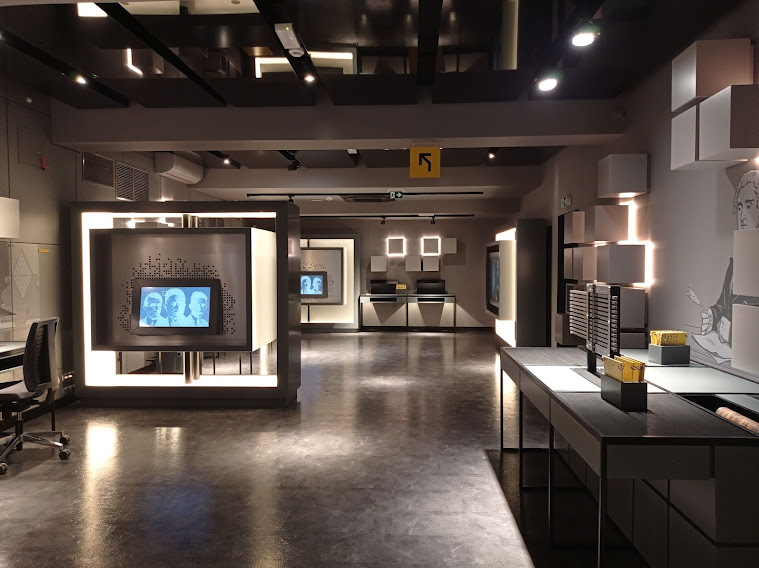
Centrum Szyfrów Enigma – stała ekspozycja

Centrum Szyfrów Enigma to przestrzeń wystawienniczo-edukacyjna, której celem będzie przybliżanie zwiedzającym historii złamania szyfru niemieckiej maszyny Enigma i wpływu tego wydarzenia na przebieg II wojny światowej. Misją placówki będzie edukacja oraz upamiętnienie Mariana Rejewskiego, Jerzego Różyckiego i Henryka Zygalskiego, poznańskich matematyków, pogromców niemieckiej maszyny szyfrującej. W marcu 2021 kierownikiem Centrum został Piotr Bojarski.

### Galeria Śluza

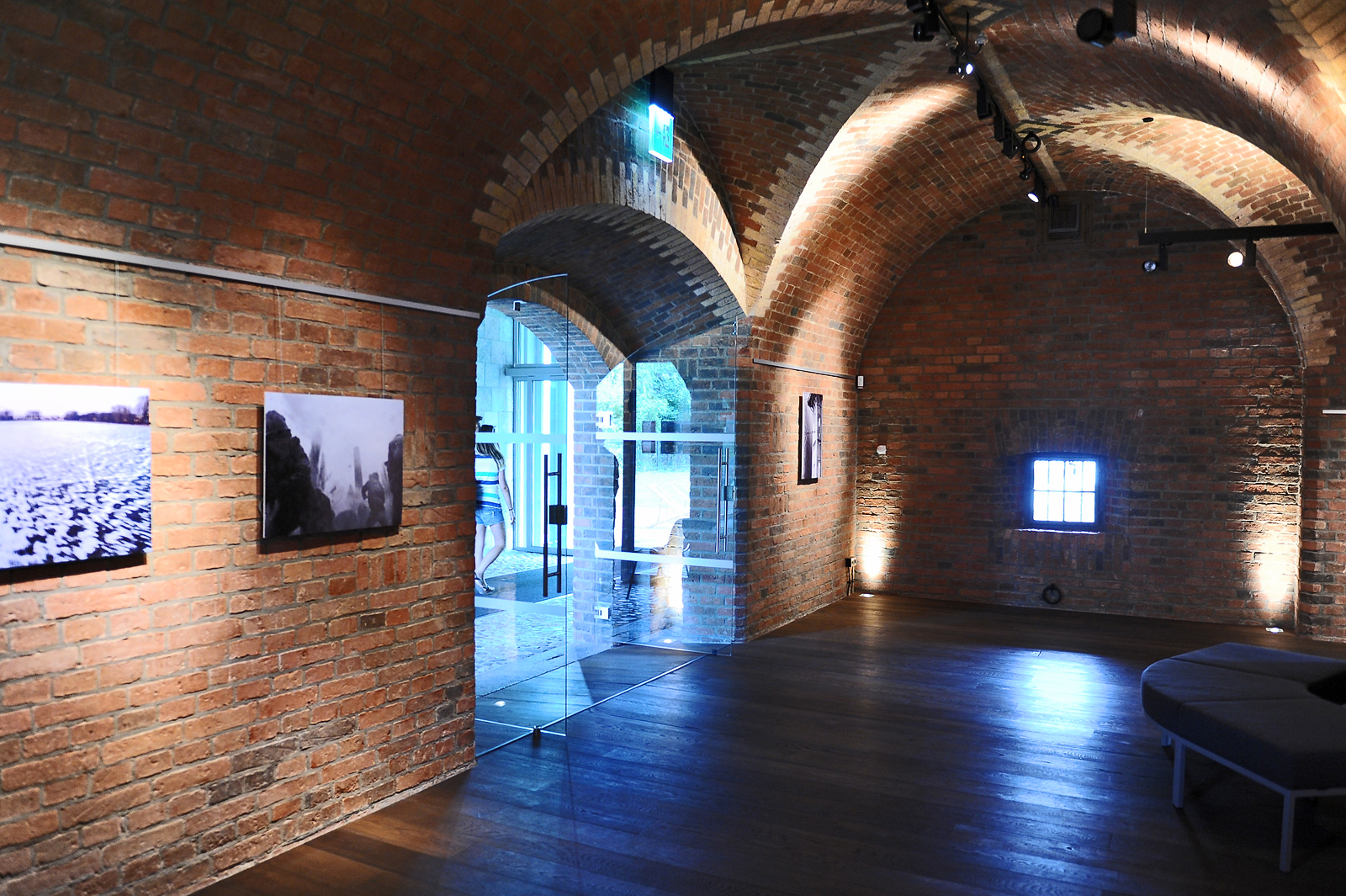
Galeria Śluza

Galeria Śluza znajduje się w zabytkowej przestrzeni dawnej Śluzy Katedralnej, która jest częścią kompleksu Bramy Poznania. W galerii przez Poznańskie Centrum Dziedzictwa są organizowane tematyczne wystawy czasowe.

## Inne projekty
Inne ważniejsze projekty i działania realizowane przez Centrum to:
- Fest Fyrtel
- Archiwum Społeczne Śródki
- Poznański Szlak Legend dla Dzieci
- DZIKHI BIT
- seminaria z cyklu "Odbiorcy Instytucji Kultury"
- działalność wydawnicza.

### Stowarzyszenia i sieci
Centrum jest członkiem różnych sieci współpracy i stowarzyszeń branżowych:
- Poznańska Lokalna Organizacja Turystyczna
- Wielkopolska Organizacja Turystyczna[26]
- Szlak Piastowski
- Climate Heritage Network[27].

## Współpraca ze Stowarzyszeniem Wikimedia Polska
Centrum w dniu 25 czerwca 2020 roku podpisało porozumienie o współpracy ze Stowarzyszeniem Wikimedia Polska. W ramach współpracy Centrum prowadzi Wikiprojekt:GLAM/Centrum Turystyki Kulturowej TRAKT, którego celem jest poszerzanie zasobów Wikipedii o nowe hasła oraz wzbogacanie zasobów Wikimedia Commons. W 2020 roku Centrum było opiekunem kategorii „Zabytki Poznania” w międzynarodowym konkursie fotograficznym Wiki Lubi Zabytki.